# Anne-Marie de Beaufort d'Hautpoul
Pour les articles homonymes, voir Beaufort et Hautpoul.
Anne-Marie de Montgeroult, comtesse de Beaufort d’Hautpoul, née le 9 mai 1763 à Paris où elle est morte le 20 octobre 1837, est une femme de lettres française.

## Biographie
Fille de René-Guillaume de Montgeroult de Coutances, trésorier général de la maison du roi et d’Anne-Élisabeth Marsollier des Vivetières, Anne-Marie fut, dès sa jeunesse, en rapport avec les poètes et les écrivains les plus réputés de son époque. Son oncle maternel, l’auteur dramatique Marsollier des Vivetières, prit soin de développer ses goûts littéraires. Mariée, à dix-sept ans, au comte Brandouin de Beaufort, elle épousa, après son veuvage, le comte d’Hautpoul en secondes noces.
La comtesse de Beaufort fréquentait la société intellectuelle parisiennes sous Louis XVI et elle s’était fait remarquer par quelques poèmes. Elle eut une liaison avec Jean du Barry, le « roué », moins connu pour ses goûts artistiques et son mécénat éclairé. Lorsque son mari émigra, la ci-devant comtesse de Beaufort demeura à Paris où elle se lia avec des députés rencontrés dans les salons constitutionnels. Après les évènements du 10 août 1792, elle joua de l’influence qu'elle avait acquise auprès de certains conventionnels pour organiser la protection d’émigrés ou de nobles menacés d’arrestation.
Elle eut en 1793 ses entrées au Comité de sûreté générale et voyait souvent l’ancien pasteur Julien de Toulouse, avec lequel elle eut une liaison. Par son canal, elle obtint un certain nombre de passe-droits et d’ordre de libérations, notamment en faveur du comte Étienne de Mallet. Dans son hôtel de la rue Saint-Georges, qu’elle partageait avec Mme de Pompignan, les aristocrates se mêlaient à certains conventionnels comme Delaunay d’Angers, Alquier ou Osselin.
Au lendemain du scandale de la liquidation de la compagnie des Indes, affaire politico-financière qui éclata en novembre 1793 et dans laquelle Julien de Toulouse était lui aussi impliqué, Mme de Beaufort fut décrétée d’arrestation et dut se cacher. Elle se réfugia dans la vallée de Montmorency puis à Versailles où elle fut interpellée. Elle échappa de justesse à l’échafaud et vécut retirée dans la vallée de Montmorency où elle se consacra à l’écriture.
De 1810 à 1814, elle enseigna à Écouen, l’une des pensions impériales de la Légion d’honneur ouverte par Napoléon Ier. Mme Campan, la surintendante de l’établissement, dira d’elle : « une personne qui ne convient nullement à nos institutions. C’est un bel esprit ; il nous faut des femmes pieuses et instruites… »

## Œuvres
- Zilia, roman pastoral ; Toulouse, 1789, in-12, 1790, in-12, 1796, in-8°, 1797, in-18 ; à la suite des Poésies de l’auteur, Paris, 1820, in-8° ;On trouve en tête quelques vers à la reine Marie-Antoinette.
- Sapho à Phaon, héroïde, couronnée par l’Académie des Jeux floraux, Toulouse, 1790, in-8°,
- Les Violettes, Toulouse, an VII, in-8° ;
- Achille et Déidamie, Toulouse, Bénichet frères, an VIII, in-8° ;
- La Mort de Lucrèce, héroïde, imitation libre de l’Achilléide de Stace, Toulouse, an VIII, in-8° ;
- Athénée des Dames, ouvrage d’agrément et d’instruction, uniquement réservé aux femmes, Paris, 1808, 6 vol. in-18, avec fig. ;
- Séverine, Paris, Frechet, 1808, 6 vol. in-12 ;
- Childéric, roi des Francs, nouvelle, Paris, Cocheris Libraire, Paris,1806, 2 vol. in-8° ;
- Clémentine, ou l’Évélina française, Paris, Collin, 1809, 4 vol. in-12 ;
- Arindal, ou le jeune peintre, Paris, Nicolle, 1810 et 1811, 2 vol. in-12 ;
- Rhétorique de la Jeunesse, ou traité sur l’éloquence du geste et de la voix, Paris, Bossange, 1809 et 1820, in-12 ;
- Poésies diverses, dédiées au roi, Paris, François Louis, 1820, in-8° ;Ce volume contient des poésies fugitives, des fables, des romances, déjà publiées en grande partie dans l’Almanach des Muses et dans les Étrennes de Malo. On y trouve, entre autres pièces inédites : la Mort de Sapho, et le Club des Égoïstes, proverbe.
- Les Habitants de l’Ukraine, ou Alexis et Constantin, Paris, François Louis, 1820, in-12 ;
- Manuel de littérature à l’usage des deux sexes, Paris, F. Louis, 1821, in-12 ;
- Cours de littérature ancienne et moderne, à l’usage des jeunes demoiselles, Paris, Bossange et Masson, 1815, 2 vol. in-12, revu et augmenté d’un troisième vol., Sur la littérature étrangère, Paris, 1821, in-12 ;
- Contes et nouvelles de la grand’mère, ou le séjour au château pendant la neige, Paris, Lepetit, 1822 et 1823, 2 vol., in-12, ornés de 12 fig. ;
- Études convenables aux demoiselles, à l’usage des écoles et des pensions, nouv. édit., rev. et augm. d’une Grammaire, de Nouvelle Division de la France, et d’une Suite à l’Histoire de France, depuis la mort de Louis XVI jusqu’à l’avènement de Louis XVIII, Paris, 1822, 2 vol. in-12 ;
- Charades mises en action mêlées de couplets et de vaudeville ou nouveau théâtre de société, Paris, Vernarel et Tenon, 1823, in-12 ;
- Le Page et la Romance, Paris, Vernarel et Tenon, 1824, 3 vol. in-12, avec fig. et musique du fils de l’auteur, le marquis de Beaufort d’Hautpoul ;
- Encyclopédie de la jeunesse, ou abrégé de toutes les sciences, Paris, Vernarel et Tenon, 1825, in-12 ;
- Manuel complet du style épistolaire ou choix de lettres puisées dans nos meilleurs auteurs, précédé d'instructions sur l'art épistolaire et de notices biographiques, Paris, Editions Roret, 1835, prétendument coécrit avec Félix Biscarrat[2] (il s’agit en fait d’une reprise de l’ouvrage de ce dernier, publié exactement sous le même titre par les éditions Roret en 1829)[3] ;
- Notice sur Mme la marquise de Nogaret-Gévaudan dans la Biographie des femmes auteurs contemporaines françaises, Armand-Aubrée, 1836, in-8°.

Anne-Marie de Beaufort d’Hautpoul a rédigé, de concert avec Félicité de Genlis et Adélaïde-Gillette Dufrénoy, le journal Le Dimanche.

Elle fait éditer en 1825 : Œuvres choisies de Marsollier dont elle est l'auteure de la notice en tête d'ouvrage.

Elle a laissé en manuscrits : Classique épistolaire, 4 vol. in-8°, et Clotilde, reine et sainte, ou le Baptême de Clovis, poème en trois chants.